# Araschnia intermedia
Araschnia intermedia är en fjärilsart som beskrevs av Hans Ferdinand Emil Julius Stichel 1908. Araschnia intermedia ingår i släktet Araschnia och familjen praktfjärilar. Inga underarter finns listade i Catalogue of Life.